# FDR Music Charts
FDR Music Charts est un classement hebdomadaire de musique en Ukraine.